# Comayagüela
Comayagüela is een voormalige stad in Honduras. Samen met de voormalige stad Tegucigalpa vormt het sinds 1937 de hoofdstad van het land, Distrito Central. De stad ligt op ongeveer 990 meter boven zeeniveau.
Comayagüela werd in de 16e eeuw, toen de streek werd veroverd door de Spanjaarden, bewoond door Lenca-indianen. Zij noemden hun woonplaats Toncontín. Tegenwoordig draagt een wijk van de stad deze naam.
Pas in 1820 kreeg de stad een gemeentebestuur, en haar naam Cabildo de Comayagüela (Gemeente Klein Comayagua, daarmee werd gerefereerd aan de stad Comayagua, die in die tijd afwisselend met Trujillo hoofdstad van Honduras was).
Oorspronkelijk lag de rivier de Choluteca aan de rand van Comayagüela. Aan de overzijde lag een andere stad: Tegucigalpa. Beide steden groeiden naar elkaar toe, totdat ze elk de oever van de rivier bereikten. De steden hadden weinig gemeen: Comayagüela was een arme stad waar veel mensen van Indiaanse afkomst woonden, terwijl Tegucigalpa een welvarende stad was. Het bestuur van Comayagüela profileerde zich als "stad voor de onderklasse" en bood uit Tegucigalpa verdreven straatverkopers een mogelijkheid om hun koopwaar aan te bieden. In 1888 besloot Comayagüela tot de feestelijke opening van de overdekte markt El Progreso (De Vooruitgang). De verkoop in de overdekte markt breidde zich al snel uit naar de straat en zou zich tot in Tegucigalpa hebben uitgespreid ware het niet dat Tegucigalpa ervoor waakte dat de verkopers de bruggen over de rivier niet overstaken met hun koopwaar.
In 1938 ging Comayagüela officieel deel uitmaken van Tegucigalpa, dat sindsdien een dubbelstad is met twee stadscentra en met twee karakters. Comayagüela is steeds een stad voor de onderklasse gebleven. Het centrum wordt vrijwel geheel in beslag genomen door de warenmarkt, die eindigt op de bruggen over de rivier. In de tweede helft van de 20e eeuw werd het marktgebouw El Progreso vervangen door een nieuw en groter gebouw (San Isidro), dat net als zijn voorganger al snel te klein werd.
In het dagelijks taalgebruik maken hoofdstedelingen nog steeds onderscheid tussen Tegucigalpa en Comayagüela. Buiten de hoofdstad speelt het onderscheid geen rol van betekenis.

## Geboren
- Carlos Roberto Reina (1926-2003), president van Honduras